# Hybomitra phaenops
Hybomitra phaenops är en tvåvingeart som först beskrevs av Osten Sacken 1877.  Hybomitra phaenops ingår i släktet Hybomitra och familjen bromsar. Inga underarter finns listade i Catalogue of Life.